# Liste der Biografien/Macf
Liste der Biografien |
Portal Biografien |
Personensuche
# |
A |
B |
C |
D |
E |
F |
G |
H |
I |
J |
K |
L |
M |
N |
O |
P |
Q |
R |
S |
T |
U |
V |
W |
X |
Y |
Z |
?
 
Ma |
Mb |
Mc |
Md |
Me |
Mf |
Mg |
Mh |
Mi |
Mj |
Mk |
Ml |
Mm |
Mn |
Mo |
Mp |
Mq |
Mr |
Ms |
Mt |
Mu |
Mv |
Mw |
Mx |
My |
Mz
 
Maa |
Mab |
Mac |
Mad |
Mae |
Maf |
Mag |
Mah |
Mai |
Maj |
Mak |
Mal |
Mam |
Man |
Mao |
Map |
Maq |
Mar |
Mas |
Mat |
Mau |
Mav |
Maw |
Max |
May |
Maz
 
Maca |
Macb |
Macc |
Macd |
Mace |
Macf |
Macg |
Mach |
Maci |
Mack |
Macl |
Macm |
Macn |
Maco |
Macp |
Macq |
Macr |
Macs |
Mact |
Macu |
Macv |
Macw |
Macy |
Macz
Die Liste der Biografien führt alle Personen auf, die in der deutschsprachigen Wikipedia einen Artikel haben. Dieses ist eine Teilliste mit 28 Einträgen von Personen, deren Namen mit den Buchstaben „Macf“ beginnt.

## Macf

### Macfa
- Macfadden, Bernarr (1868–1955), amerikanischer Kraftsportler, Begründer des Bodybuilding und der Fitness- und Gesundheitsbewegung, Medienunternehmer und Journalist
- MacFadden, Bruce J. (* 1949), US-amerikanischer Wirbeltierpaläontologe
- Macfadyen, Angus (* 1963), britischer Filmschauspieler
- Macfadyen, Matthew (* 1974), britischer SchauspielerMatthew Macfadyen (* 1974)

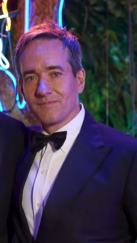
Matthew Macfadyen (* 1974)

- MacFarland, Alfred T. (1917–2006), amerikanischer Anwalt, Abgeordneter und Regierungsbediensteter
- MacFarland, Chris (* 1970), US-amerikanischer Eishockeyfunktionär
- MacFarland, Floyd (1878–1915), US-amerikanischer Radrennfahrer
- MacFarland, Henry Brown Floyd (1861–1921), US-amerikanischer Politiker
- MacFarland, Sean (* 1959), US-amerikanischer Offizier, Generalleutnant der US-Army
- MacFarland, William Hamilton (1799–1872), US-amerikanischer Politiker
- Macfarlane, Alan (* 1941), britischer Historiker und Anthropologe
- Macfarlane, Catharine (1877–1969), US-amerikanische Medizinerin
- MacFarlane, Donna (* 1977), australische Leichtathletin
- Macfarlane, Eve (* 1992), neuseeländische Ruderin
- Macfarlane, Florence (1867–1944), schottisch-britische Krankenschwester und Suffragette
- MacFarlane, George (1878–1932), kanadisch-US-amerikanischer Sänger (Bariton) und Schauspieler
- Macfarlane, Ian (* 1955), australischer Politiker (liberal-konservative Partei)
- MacFarlane, John, US-amerikanischer Philosoph
- Macfarlane, John Muirhead (1855–1943), schottischer Botaniker und Sachbuchautor
- Macfarlane, Luke (* 1980), kanadischer Schauspieler
- Macfarlane, Margaret (* 1888), schottisch-britische Suffragette
- Macfarlane, Norman, Baron Macfarlane of Bearsden (1926–2021), britischer Politiker, Manager und Unternehmer
- MacFarlane, Rachael (* 1976), US-amerikanische Synchronsprecher
- Macfarlane, Robert (* 1976), britischer Autor und Fellow des Emmanuel College in Cambridge
- MacFarlane, Seth (* 1973), US-amerikanischer Animator und Schauspieler
- MacFarlane, Willie (1930–2010), schottischer Fußballspieler und -trainer
- Macfarren, George Alexander (1813–1887), englischer Komponist und Musiktheoretiker

### Macfi
- Macfie, Senga (* 1968), schottische Squashspielerin